# Němčice nad Jihlavou (železniční zastávka)
Němčice nad Jihlavou byly železniční zastávka v km 128,40 železniční tratě z Brna do Hrušovan nad Jevišovkou (v jízdním řádu pro cestující značené jako trať č. 244) mezi Ivančickým viaduktem a tunelem Na Réně, v rozsáhlém lesním masivu Rény, v katastrálním území Kounické Předměstí.

## Historie
V letech 1868–1870 byla společností c. k. privilegovaná Rakouská společnost státní dráhy (StEG) budována trať z Vídně přes Hrušovany nad Jevišovkou do Brna. V roce 1893 byla nedaleko tunelu Na Réně v km 128,40 zbudována zastávka, která nesla název Němčice u Moravského Krumlova a která byla od Němčic i Ivančic vzdálená asi dva kilometry. V roce 1938 na žádost obce Ivančice byla přejmenována na Němčice u Ivančic, v období 1939–1945 nesla název Deutschdorf, po druhé světové válce do roku 1951 měla předválečný název Němčice u Ivančic a po roce 1951 nesla název Němčice nad Jihlavou. Výstavbou lokální dráhy Moravské Bránice – Oslavany v roce 1912 ztratila zastávka Němčice svůj význam, neboť do té doby byla nejbližší železniční zastávkou pro Ivančice. Ke zrušení zastávky došlo v roce 1954.

## Popis
V místě zastávky byl postavený typizovaný strážní domek (N°83). Mimo budovu byla umístěna studna a budka se suchým záchodem. Strážní domky byly přízemní budovy postavené na půdorysu obdélníku a kryté sedlovou střechou. Před domkem na drážní straně byl postaven návěstní domek. Strážní domek čp. 1242 je částečně přestavěn a obydlen.